# Here Come the Warm Jets
Here Come the Warm Jets je debutové sólové studiové album Briana Eno, vydané pouze pod jménem Eno. Album vyšlo v lednu 1974 u značky Island Records.

## Seznam skladeb
| Strana 1 (LP) | Strana 1 (LP)               | Strana 1 (LP) |
| Pořadí        | Název                       | Délka         |
| ------------- | --------------------------- | ------------- |
| 1.            | Needles in the Camel's Eye  | 3:11          |
| 2.            | The Paw Paw Negro Blowtorch | 3:04          |
| 3.            | Baby's on Fire              | 5:19          |
| 4.            | Cindy Tells Me              | 3:25          |
| 5.            | Driving Me Backwards        | 5:12          |

| Strana 2 (LP) | Strana 2 (LP)           | Strana 2 (LP) |
| Pořadí        | Název                   | Délka         |
| ------------- | ----------------------- | ------------- |
| 1.            | On Some Faraway Beach   | 4:36          |
| 2.            | Blank Frank             | 3:37          |
| 3.            | Dead Finks Don't Talk   | 4:19          |
| 4.            | Some of Them Are Old    | 5:11          |
| 5.            | Here Come the Warm Jets | 4:04          |

## Obsazení
- Brian Eno – zpěv, syntezátory, kytara, klávesy, aranže
- Chris Spedding – kytara
- Phil Manzanera – kytara
- Simon King – perkuse
- Bill MacCormick – baskytara
- Marty Simon – perkuse
- Busta Jones – baskytara
- Robert Fripp – kytara
- Paul Rudolph – kytara, baskytara
- John Wetton – baskytara
- Nick Judd – klávesy
- Andy Mackay – klávesy, saxofon
- Sweetfeed – vokály v pozadí
- Nick Kool & the Koolaids – klávesy
- Paul Thompson – perkuse
- Lloyd Watson – slide guitar
- Chris Thomas – baskytara